# Huntly (Virginia)
Huntly ist ein gemeindefreier bewohnter Ort (unincorporated community) im Rappahannock County im US-Bundesstaat Virginia.
Der Ort liegt im Norden des Countys. Durch den Ort führt der U.S. Highway 522.